# Municipio Roma VII
Il Municipio Roma VII è la settima suddivisione amministrativa di Roma Capitale.
È stato istituito dall'Assemblea Capitolina, con la delibera n. 11 dell'11 marzo 2013, per accorpamento dei precedenti municipi Roma IX (già "Circoscrizione IX") e Roma X (già "Circoscrizione X"). È il municipio più popoloso della città, l'unico con più di 300 000 abitanti.

## Geografia fisica
Il territorio si estende nel quadrante sud-est della città, da Porta San Giovanni fino ai confini comunali, lungo gli assi della via Appia Nuova e della via Tuscolana.
I confini sono:
- a nord-ovest le Mura aureliane;
- a nord la Ferrovia Roma-Cassino-Napoli, l'ex Aeroporto di Roma-Centocelle, un tratto della via Casilina e l'autostrada Roma-Napoli;
- a est i comuni di Grottaferrata e Frascati;
- a sud la via Appia Nuova e il comune di Ciampino;
- a ovest il Parco regionale dell'Appia antica.

A gennaio 2021 l'Assemblea Capitolina ha approvato l'allargamento del municipio alla zona urbanistica di Torre Spaccata, fino ad allora appartenente al Municipio Roma VI, che si è resa effettiva con le elezioni amministrative comunali del 3 e 4 ottobre 2021.

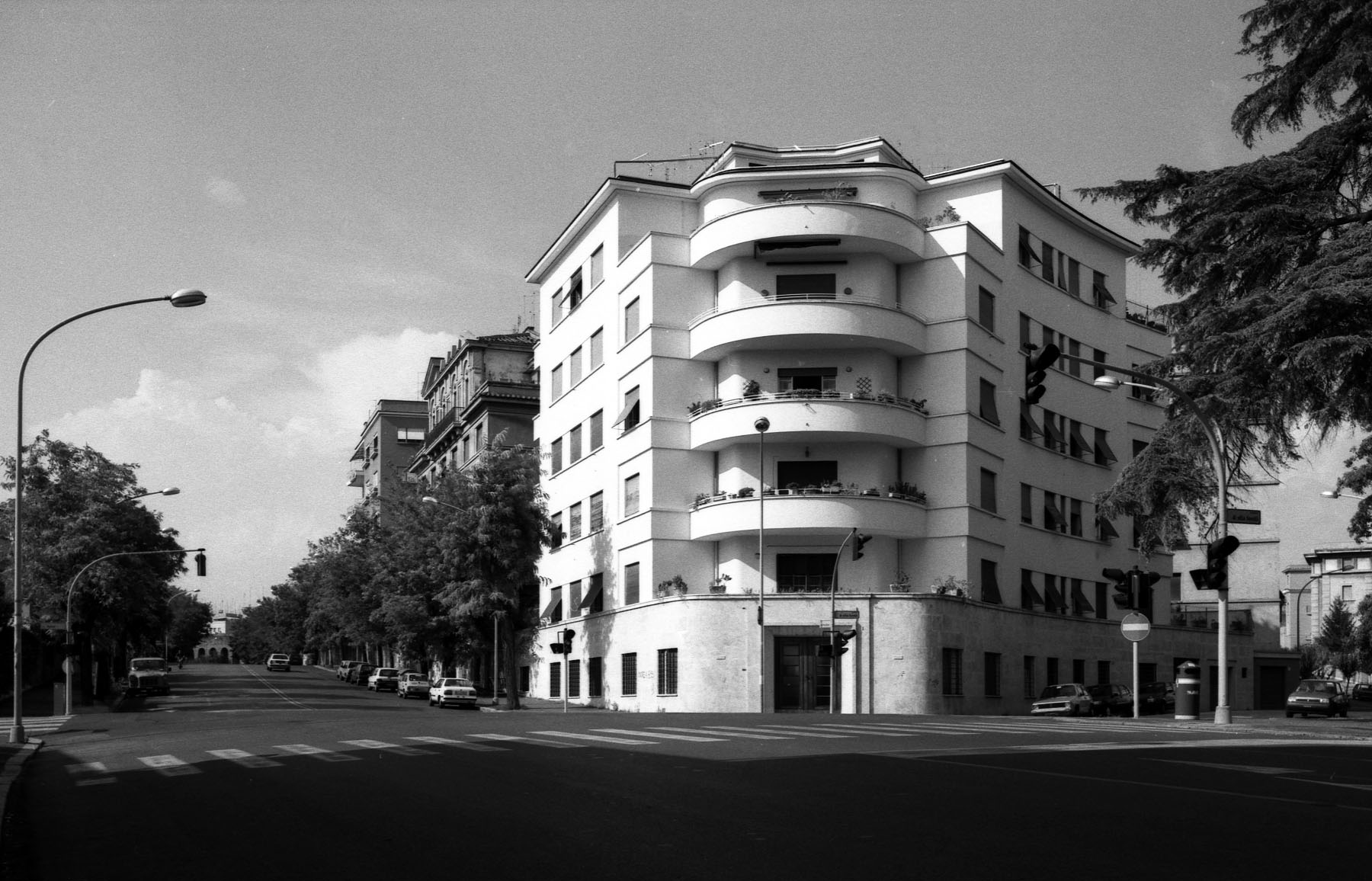
Palazzina a piazza di Villa Fiorelli

## Storia
Il territorio del municipio era abitato fin dalla preistoria, come mostrano gli scavi delle quattro necropoli di Osteria del Curato-Via Cinquefrondi, Lucrezia Romana, Romanina e Ponte delle Sette Miglia, con tombe a grotticella dell'età del rame, nell’ambito della cultura di Rinaldone, nonché al Quadrato di Torre Spaccata nei pressi della stazione Anagnina.
In epoca romana era attraversato dalla via Latina e dalla via Asinaria. Si trovavano qui le Fossae Cluiliae, confine tra Roma e Alba Longa, dove poi avvenne l'episodio di Coriolano fermato dalla madre Veturia e dalla moglie Volumnia. Come nel resto dell'Agro romano, anche grazie ai vari acquedotti che lo percorrevano, erano diffuse numerose villae, possedimenti rustici di media estensione con funzioni produttive a servizio della città.
Nel medioevo le villae furono riconvertite in domuscultae e fortificazioni e successivamente in casali e torri (tra cui Torre del Fiscale, Torre del Quadraro, Torre di Centocelle, Torre Spaccata e Torre di Mezzavia), in stretto rapporto con gli insediamenti verso i Castelli Romani. Le antiche strade romane furono sostituite prima dalla via Tuscolana e poi, nel 1574, dalla via Appia Nuova, aperta da papa Gregorio XIII. Al posto degli acquedotti interrotti, nel 1122 papa Callisto II fece realizzare il fosso artificiale dell'acqua Mariana e nel 1587 papa Sisto V fece costruire l'acquedotto Felice, che oltrepassa via Tuscolana presso Porta Furba.
Alla fine del XVIII secolo varie tenute (Caffarella, Roma Vecchia, Torre Spaccata, Cecafumo, Quadraro) furono progressivamente acquistate dalla famiglia Torlonia, tanto che Giovanni Torlonia fu insignito da papa Pio VI del titolo di marchese di Roma Vecchia, da cui la ricca famiglia trasse numerosi reperti archeologici che formarono il nucleo del loro museo.
Nella seconda metà dell'ottocento iniziano i primi cambiamenti rilevanti: la costruzione della ferrovia per Frascati prima e per Ceprano poi, le corse dei cavalli alle Capannelle, i forti militari tra cui Forte Casilina.
Fino agli inizi del novecento vi sorgevano molte vigne e ville - che furono nella maggior parte distrutte a causa della successiva edificazione o, in pochi casi superstiti, fortemente ridotte come superficie (le attuali ville Lais, Fiorelli e Lazzaroni) - nonché stabilimenti produttivi e mulini favoriti dall'energia idrica dell'acqua Mariana.
L'urbanizzazione del territorio cominciò con il piano regolatore del 1909, che rendeva edificabili le aree entro la ferrovia con fabbricati di modeste dimensioni e villini, tra cui quelli rimasti intorno a Villa Fiorelli. Furono inoltre inaugurate nel 1903 le tranvie dei Castelli Romani, nel 1905 i teatri di posa della società cinematografica Cines e nel 1910 il motovelodromo Appio (poi demolito).
Le dimensioni degli edifici e la densità abitativa crebbero però con la variante del 1925 e con il nuovo piano del 1931, determinando un tessuto urbanistico intensivo nei quartieri Appio-Latino e Tuscolano, con palazzi alti e pochissimo verde. Nel frattempo, fuori dal piano regolatore, sorsero sia vari insediamenti abusivi, tra cui il Quadraro, sia "borghetti" formati da baracche addossate agli archi (su via del Mandrione, alla Caffarella e all'acquedotto Felice).
Nel 1937 furono inaugurati gli studi di Cinecittà (insieme all'Istituto Luce e al Centro sperimentale di cinematografia), dove girarono tutti i più grandi registi e attori del cinema italiano, primi fra tutti Federico Fellini e Alberto Sordi, e che nel periodo della Dolce Vita divennero la "Hollywood sul Tevere" con molte famose produzioni americane (i cosiddetti colossal).
Durante l'occupazione nazista nella seconda guerra mondiale fu attiva la partecipazione degli abitanti alla Resistenza, al punto che, il 17 aprile 1944, l'esercito tedesco attuò per rappresaglia il rastrellamento del Quadraro, deportando tra 700 e 950 uomini in Germania. Nel 2004 l'allora Municipio X è stato insignito della Medaglia d'Oro al Valor Civile. Gli studi di Cinecittà furono bombardati e sospesero le produzioni, per essere utilizzati prima come campo di prigionia tedesco e poi come alloggio di profughi e sfollati.
Nel secondo dopoguerra, oltre a mettere a rischio la valle della Caffarella, l'espansione edilizia continuò con i palazzi intensivi dei quartieri Don Bosco, Appio Claudio e Torrespaccata; fecero eccezione gli edifici dell'INA-Casa tra viale Spartaco e via Selinunte (case in linea, a torre e unifamiliari dal disegno urbano originale realizzate dai migliori architetti "neorealistici" dell'epoca, tra cui Adalberto Libera). I "borghetti" furono risanati e demoliti solo alla fine degli anni settanta, anche grazie all'impegno di don Roberto Sardelli con la "Scuola 725".
Man mano che ci si allontana verso i confini comunali, prevalgono invece sia edificazioni estensive almeno in parte nate abusivamente (Quarto Miglio, Statuario, Tor Fiscale, Capannelle, Osteria del Curato, Morena, Gregna Sant'Andrea, Romanina, Vermicino, Passolombardo), sia quartieri moderni con maggiore dotazione di verde pubblico (Cinecittà Est, Torre di Mezzavia, Nuova Romanina, Nuova Tor Vergata).
Nell'ambito del nuovo piano regolatore generale comunale romano, è in corso di pianificazione la centralità urbana di Anagnina-Romanina.

## Monumenti e luoghi d'interesse

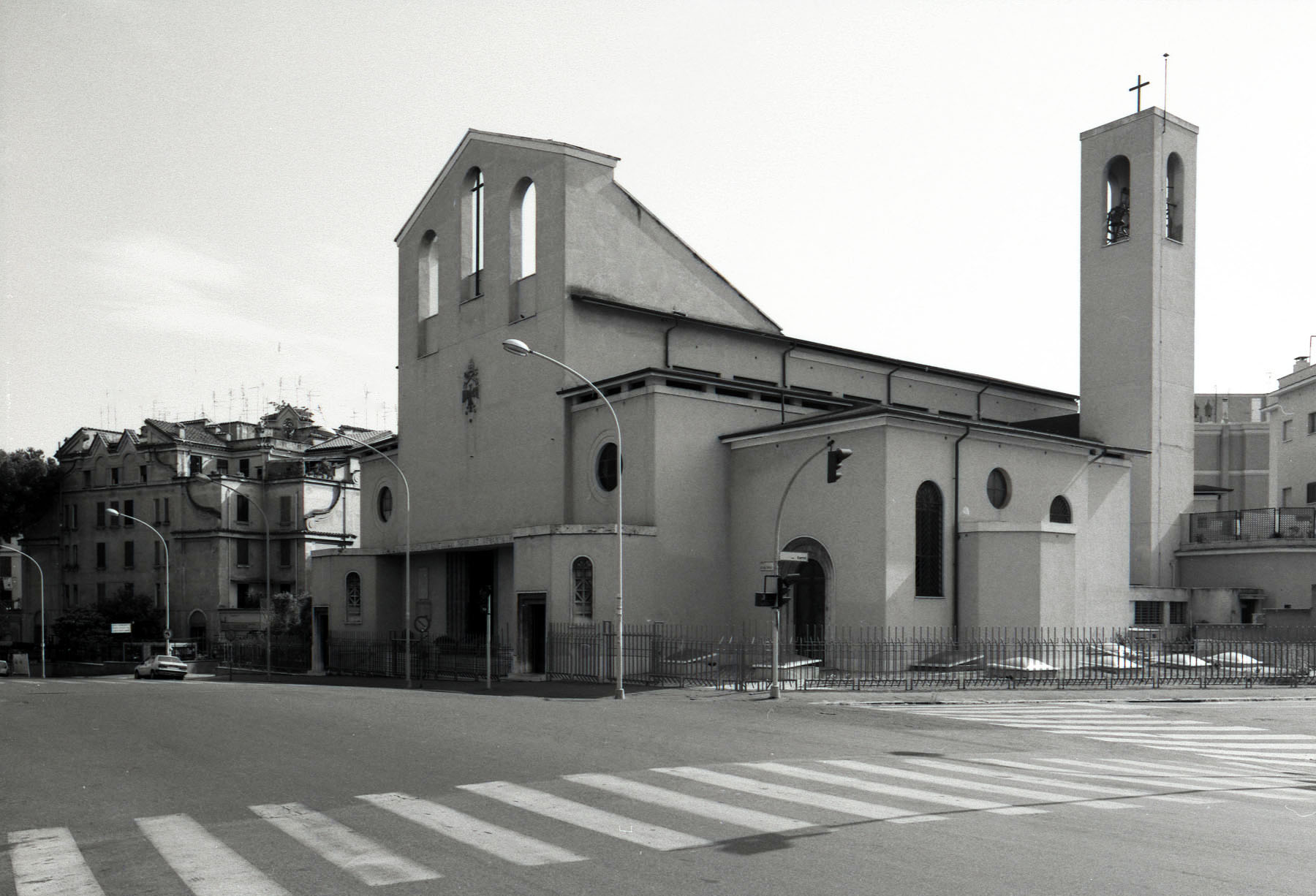
Chiesa dei Santi Fabiano e Venanzio di Clemente Busiri Vici Roma 1936

- Acquedotti romani e papali: Anio Vetus (sotterraneo), Marcia, Tepula, Iulia e Felice (sovrapposti), Claudia e Anio Novus (sovrapposti)[21]
- Porta Latina, porta Metronia, porta Asinaria[22] e porta San Giovanni nelle mura Aureliane
- Mausoleo di Monte del Grano, attribuito tradizionalmente all'imperatore Alessandro Severo[23]
- Colombari di via Taranto[24] e di Pomponio Hylas[25]
- Ipogeo di via Compagni
- Tombe della via Latina[26]
- Porta Furba, costruita nel 1587
- Ippodromo delle Capannelle, inaugurato nel 1881 e ricostruito nel 1926
- Basilica di Santa Maria Ausiliatrice, consacrata nel 1936
- ex sede dell'Istituto Nazionale Luce, costruita nel 1937 su piazza di Cinecittà, attualmente sede del Municipio
- Studi cinematografici di Cinecittà, inaugurati nel 1937 e legati al nome di Federico Fellini
- Centro sperimentale di cinematografia, la cui sede attuale fu inaugurata nel 1937
- Basilica di San Giovanni Bosco, consacrata nel 1959
- Antiquarium di Lucrezia Romana, aperto nel 2015[27]

### Parchi e ville
- Parco degli Acquedotti, parte del Parco regionale dell'Appia antica
- Parco della Caffarella, con il fiume Almone, parte del Parco regionale dell'Appia antica[28]
- Parco XVII Aprile 1944, con il Monte del Grano
- Villa dei Sette Bassi, di epoca romana[29]
- Villa Fiorelli[30]
- Villa Lais[31]
- Villa Lazzaroni[32]

## Biblioteche
- Nelson Mandela, su Via La Spezia
- Raffaello, su Via Tuscolana
- Casa dei Bimbi, su Via Libero Leonardi
- Rugantino, a Torrespaccata

## Geografia antropica

### Suddivisioni storiche
Nel territorio del Municipio insistono i seguenti comprensori toponomastici di Roma Capitale:
Quartieri
- Q. VII Prenestino-Labicano (parte), Q. VIII Tuscolano (parte), Q. IX Appio-Latino (parte), Q. XXIV Don Bosco, Q. XXV Appio Claudio, Q. XXVI Appio-Pignatelli (parte)

Zone
- Z. XV Torre Maura (parte), Z. XVI Torrenova (parte), Z. XVII Torre Gaia (parte), Z. XVIII Capannelle, Z. XIX Casal Morena, Z. XX Aeroporto di Ciampino (parte)

### Suddivisioni amministrative
La suddivisione urbanistica del territorio comprende le cinque zone urbanistiche dell'ex Municipio Roma IX e le undici dell'ex Municipio Roma X. La sua popolazione è così distribuita:
| Municipio Roma VII     | Municipio Roma VII | Municipio Roma VII |
| Denominazione          | Superficie         | Abitanti           |
| ---------------------- | ------------------ | ------------------ |
| 8A Torrespaccata       | 1,75 km²           | 13 381             |
| 9A Tuscolano Nord      | 1,12 km²           | 21 579             |
| 9B Tuscolano Sud       | 3,18 km²           | 47 772             |
| 9C Tor Fiscale         | 0,94 km²           | 2 250              |
| 9D Appio               | 1,35 km²           | 27 377             |
| 9E Latino              | 1,59 km²           | 22 641             |
| 10A Don Bosco          | 2,31 km²           | 50 684             |
| 10B Appio Claudio      | 3,44 km²           | 29 167             |
| 10C Quarto Miglio      | 5,01 km²           | 10 708             |
| 10D Pignatelli         | 1,02 km²           | 6 602              |
| 10E Lucrezia Romana    | 1,72 km²           | 5 272              |
| 10F Osteria del Curato | 2,22 km²           | 19 303             |
| 10G Romanina           | 2,1 km²            | 7 224              |
| 10H Gregna             | 2,7 km²            | 7 085              |
| 10I Barcaccia          | 5,05 km²           | 11 146             |
| 10L Morena             | 8,81 km²           | 32 024             |
| 10X Ciampino           | 3,27 km²           | 412                |
| Non localizzati        | –                  | 3 757              |
| Totale                 | 47,58 km²          | 318 384            |

## Infrastrutture e trasporti

### Strade
La mobilità su gomma è assicurata in direzione radiale dalle vie Appia Nuova, Tuscolana e Anagnina, nonché dalla diramazione dell'autostrada Roma-Napoli, che intersecano il Grande Raccordo Anulare.

### Ferrovie
|  | È raggiungibile dalla stazione di Roma Tuscolana. |

|  | È raggiungibile dalla stazione di Roma Tuscolana. |

|  | È raggiungibile dalla stazione di Capannelle. |

|  | È raggiungibile dalla stazione di Roma Tuscolana. |

|  | È raggiungibile dalla stazione di Capannelle. |

Quasi metà del percorso della linea A della metropolitana è all'interno del municipio, compreso il grande nodo di scambio di Anagnina con i capolinea dei bus extraurbani COTRAL sulle direttrici Tuscolana, Casilina, Anagnina, Appia e Nettunense.
Alla fermata di Ponte Lungo è possibile scambiare presso la Stazione Tuscolana con le ferrovie regionali FL1, FL3 e FL5, mentre l'altra stazione del territorio è quella di Capannelle sulle linee FL4 e FL6.
Nel 2015 è stata inaugurata la stazione Lodi della linea C della metropolitana, che fu capolinea provvisorio fino all'apertura della stazione San Giovanni, avvenuta nel 2018, dove è possibile lo scambio con la linea A.

### Aeroporti
- Aeroporto internazionale Giovan Battista Pastine, ai confini con il comune di Ciampino

## Amministrazione
| Periodo | Periodo   | Primo cittadino          | Partito                                   | Carica     | Note   |
| ------- | --------- | ------------------------ | ----------------------------------------- | ---------- | ------ |
| 2013    | 2016      | Susana Ana Maria Fantino | Sinistra Ecologia Libertà                 | Presidente | [ 36 ] |
| 2016    | 2021      | Monica Lozzi             | Movimento 5 Stelle poi REvoluzione civica | Presidente | [ 37 ] |
| 2021    | in carica | Francesco Laddaga        | Centrosinistra                            | Presidente | [ 38 ] |

### Gemellaggi
- L'ex Municipio Roma IX era gemellato con Hai, Distretto di Hai, Regione del Kilimangiaro,  Tanzania

## Sport

### Pallacanestro
- Carver Cinecittà che nel 2021 milita nel campionato maschile di Serie C Silver - Girone C[39].
- Cinecittà BK Polaris che nel 2021 milita nel campionato maschile di U18 M. Gold - Girone B[39].
- Olimpia Roma Basket che nel 2021 milita nel campionato maschile di Serie D regionale - Girone unico[39].